# ジョン・カーティス (右投手)
- ジョン・カーチス

ジョン・ピケンズ・カーティス（John Pickens Curtiss, 1993年4月5日 - ）は、アメリカ合衆国テキサス州ダラス出身のプロ野球選手（投手）。右投右打。MLBのアリゾナ・ダイヤモンドバックス所属。

## 経歴

### プロ入り前
高校時代、2011年のMLBドラフト30巡目（全体918位）でコロラド・ロッキーズから指名を受けたが、契約を拒否してテキサス大学オースティン校に進学した。

### プロ入りとツインズ時代
2014年のMLBドラフト6巡目（全体170位）でミネソタ・ツインズから指名され、プロ入り。契約後、傘下のアパラチアンリーグのルーキー級エリザベストン・ツインズでプロデビューした。
2015年はルーキー級ガルフ・コースト・リーグ・ツインズとA級シーダーラピッズ・カーネルズでプレーした。
2016年はA級シーダーラピッズとA+級フォートマイヤーズ・ミラクルでプレーし、オフにはアリゾナ・フォールリーグでもプレーした。
2017年はAA級チャタヌーガ・ルックアウツとAAA級ロチェスター・レッドウイングスでプレーした後、8月23日にメジャー契約を結んでアクティブ・ロースター入りし、25日のトロント・ブルージェイズ戦でメジャーデビューを果たした。
2018年はメジャーで8試合に登板して0勝1敗、防御率5.68、7奪三振を記録した。

### エンゼルス時代
2019年1月15日にダニエル・オソリアとのトレードで、ロサンゼルス・エンゼルスへ移籍した。傘下のAAA級ソルトレイク・ビーズで開幕を迎え、4月15日にメジャーに昇格し1試合に登板したが、30日にDFAとなった後、5月3日にマイナー契約となった。その後、5月31日に再びメジャー契約を結んでアクティブ・ロースター入りしたが、6月3日にDFAとなった後、6日にFAとなった。

### フィリーズ傘下時代
2019年6月13日にフィラデルフィア・フィリーズとマイナー契約を結んだ。傘下のAAA級リーハイバレー・アイアンピッグスでプレーしていたが、7月7日に自由契約となった。

### レイズ時代
2020年2月3日にタンパベイ・レイズとマイナー契約を結んだ。8月9日にメジャー契約を結んでアクティブ・ロースター入りし、同日のニューヨーク・ヤンキース戦で2回を無失点に抑え勝利に貢献した。8月11日のボストン・レッドソックス戦でメジャー初勝利を記録した。また、この年はポストシーズンのロースターにも登録されて9試合に登板した。

### マーリンズ時代
2021年2月17日にエバン・エドワーズとのトレードで、マイアミ・マーリンズへ移籍した。

### ブルワーズ時代
2021年7月30日にペイトン・ヘンリーとのトレードで、ミルウォーキー・ブルワーズへ移籍した。8月15日に右肘の故障のため60日間のILに載り、8月27日にトミー・ジョン手術を受けた。オフの11月30日にFAとなった。

### メッツ時代
2022年4月6日にニューヨーク・メッツとメジャー契約を結んだ。しかし、この年は再びトミー・ジョン手術を受けたため、シーズン全休となった。
2023年は4月21日に2年ぶりにメジャー昇格を果たすも、1週間後にマイナーに降格した。その後、8月まではメジャーとマイナーを行ったり来たりしていたが、同月14日に60日間の故障者リスト入りした。オフの11月6日にFAとなった。

### ロッキーズ時代
2024年1月25日にロッキーズとマイナー契約を結び、この年のスプリングトレーニングに招待選手として参加することになり、翌26日にAAA級アルバカーキ・アイソトープスに配属された。5月24日にメジャー昇格を果たすも、1試合に登板後の同月27日にジョシュ・ロジャースの昇格に伴ってDFAとなり、2日後にウェイバー公示を経てAAA級アルバカーキに降格した後、9月30日にFAとなった。この年ロッキーズでは3試合に登板したものの、防御率15.43、1奪三振と、成績は大幅に悪化した。

### ダイヤモンドバックス時代
2025年2月11日にアリゾナ・ダイヤモンドバックスとマイナー契約を結び、スコット・マクガフと共に同年のスプリングトレーニングに招待選手として参加することになった。また、その日のうちにAAA級リノ・エーシズに配属された。6月28日にメジャー契約を結び、アクティブ・ロースター入りした。

## 詳細情報

### 年度別投手成績
| 年 度    | 球 団    | 登 板 | 先 発 | 完 投 | 完 封 | 無 四 球 | 勝 利 | 敗 戦 | セ 丨 ブ | ホ 丨 ル ド | 勝 率 | 打 者 | 投 球 回 | 被 安 打 | 被 本 塁 打 | 与 四 球 | 敬 遠 | 与 死 球 | 奪 三 振 | 暴 投 | ボ 丨 ク | 失 点 | 自 責 点 | 防 御 率 | W H I P |
| -------- | -------- | ----- | ----- | ----- | ----- | -------- | ----- | ----- | -------- | ----------- | ----- | ----- | -------- | -------- | ----------- | -------- | ----- | -------- | -------- | ----- | -------- | ----- | -------- | -------- | ------- |
| 2017     | MIN      | 9     | 0     | 0     | 0     | 0        | 0     | 0     | 0        | 0           | ----  | 38    | 8.2      | 9        | 2           | 2        | 0     | 1        | 10       | 2     | 0        | 8     | 8        | 8.31     | 1.27    |
| 2018     | MIN      | 8     | 0     | 0     | 0     | 0        | 0     | 1     | 0        | 0           | .000  | 30    | 6.1      | 8        | 0           | 4        | 1     | 0        | 7        | 3     | 0        | 4     | 4        | 5.68     | 1.89    |
| 2019     | LAA      | 1     | 0     | 0     | 0     | 0        | 0     | 0     | 0        | 0           | ----  | 12    | 2.1      | 2        | 0           | 3        | 0     | 0        | 1        | 0     | 0        | 1     | 1        | 3.86     | 2.14    |
| 2020     | TB       | 17    | 3     | 0     | 0     | 0        | 3     | 0     | 2        | 0           | 1.000 | 99    | 25.0     | 21       | 3           | 3        | 0     | 2        | 25       | 0     | 0        | 7     | 5        | 1.80     | 0.96    |
| 2021     | MIA      | 35    | 2     | 0     | 0     | 0        | 3     | 1     | 0        | 2           | .750  | 161   | 40.0     | 34       | 4           | 9        | 0     | 1        | 40       | 1     | 0        | 13    | 11       | 2.48     | 1.08    |
| 2021     | MIL      | 6     | 0     | 0     | 0     | 0        | 0     | 0     | 0        | 3           | ----  | 26    | 4.1      | 8        | 2           | 3        | 0     | 0        | 4        | 0     | 0        | 8     | 6        | 12.46    | 2.54    |
| '21計    | MIL      | 41    | 2     | 0     | 0     | 0        | 3     | 1     | 0        | 5           | .750  | 187   | 44.1     | 42       | 6           | 12       | 0     | 1        | 44       | 1     | 0        | 21    | 17       | 3.45     | 1.22    |
| 2023     | NYM      | 15    | 0     | 0     | 0     | 0        | 0     | 0     | 0        | 2           | ----  | 81    | 19.2     | 17       | 3           | 8        | 0     | 0        | 16       | 0     | 0        | 10    | 10       | 4.58     | 1.27    |
| 2024     | COL      | 3     | 0     | 0     | 0     | 0        | 0     | 0     | 0        | 0           | ----  | 12    | 2.1      | 6        | 2           | 0        | 0     | 0        | 1        | 0     | 0        | 4     | 4        | 15.43    | 2.57    |
| MLB：7年 | MLB：7年 | 94    | 5     | 0     | 0     | 0        | 6     | 2     | 2        | 7           | .750  | 459   | 108.2    | 105      | 16          | 32       | 1     | 4        | 104      | 6     | 0        | 55    | 49       | 4.06     | 1.26    |

- 2024年度シーズン終了時

### ポストシーズン投手成績
| 年 度     | 球 団     | シ リ ｜ ズ | 登 板 | 先 発 | 勝 利 | 敗 戦 | セ ｜ ブ | 打 者 | 投 球 回 | 被 安 打 | 被 本 塁 打 | 与 四 球 | 敬 遠 | 与 死 球 | 奪 三 振 | 暴 投 | ボ ｜ ク | 失 点 | 自 責 点 | 防 御 率 |
| --------- | --------- | ----------- | ----- | ----- | ----- | ----- | -------- | ----- | -------- | -------- | ----------- | -------- | ----- | -------- | -------- | ----- | -------- | ----- | -------- | -------- |
| 2020      | TB        | ALDS        | 2     | 0     | 0     | 0     | 0        | 15    | 2.1      | 6        | 1           | 2        | 0     | 0        | 2        | 0     | 0        | 5     | 5        | 19.29    |
| 2020      | TB        | ALCS        | 4     | 1     | 0     | 0     | 0        | 18    | 4.1      | 4        | 1           | 2        | 0     | 0        | 4        | 0     | 0        | 1     | 1        | 2.08     |
| 2020      | TB        | WS          | 3     | 0     | 1     | 0     | 0        | 15    | 3.1      | 4        | 1           | 1        | 0     | 0        | 3        | 0     | 0        | 1     | 1        | 2.70     |
| 出場：1回 | 出場：1回 | 出場：1回   | 9     | 1     | 1     | 0     | 0        | 48    | 10.0     | 14       | 3           | 5        | 0     | 0        | 9        | 0     | 0        | 7     | 7        | 6.30     |

- 2024年度シーズン終了時

### 年度別守備成績
| 年 度 | 球 団 | 投手（P） | 投手（P） | 投手（P） | 投手（P） | 投手（P） | 投手（P） |
| 年 度 | 球 団 | 試 合     | 刺 殺     | 補 殺     | 失 策     | 併 殺     | 守 備 率  |
| ----- | ----- | --------- | --------- | --------- | --------- | --------- | --------- |
| 2017  | MIN   | 9         | 1         | 2         | 0         | 0         | 1.000     |
| 2018  | MIN   | 8         | 1         | 1         | 0         | 1         | 1.000     |
| 2019  | LAA   | 1         | 0         | 1         | 0         | 0         | 1.000     |
| 2020  | TB    | 17        | 0         | 1         | 0         | 0         | 1.000     |
| 2021  | MIA   | 35        | 0         | 6         | 1         | 1         | .857      |
| 2021  | MIL   | 6         | 0         | 0         | 0         | 0         | ----      |
| '21計 | MIL   | 41        | 0         | 6         | 1         | 1         | .857      |
| MLB   | MLB   | 76        | 2         | 11        | 1         | 2         | .929      |

- 2021年度シーズン終了時

### 背番号
- 27（2017年 - 2018年）
- 43（2019年）
- 84（2020年）
- 39（2021年 - 同年途中）
- 46（2021年途中 - 2023年、2025年 - ）
- 37（2024年）